# 東烏克蘭國立大學
東烏克蘭弗拉基米爾·達爾國立大學（烏克蘭語：Східноукраїнський національний університет імені Володимира Даля，羅馬化：Skhidnoukrainskyi natsionalnyi universytet imeni Volodymyra Dalia），中文簡稱東烏克蘭國立大學，是一家位於烏克蘭東部盧漢斯克州的高等教育機構。大學以19世紀俄羅斯語言學家弗拉基米爾·達爾命名。

## 歷史
大學成立於1920年，是第一家培訓機械製造專家的高等教育機構。
在第二次世界大戰期間，大學遷到俄羅斯鄂木斯克。成為鄂木斯克國立技術大學成立的基礎。
除了在盧甘斯克的主校舍外，大學還在北頓涅茨克、魯比日內？索羅基內、安特拉齊特、利瓦季亞、費奧多西亞、葉夫帕托里亞和斯卡多夫斯克設有校舍。
2001年，該大學以弗拉基米爾·達爾命名。
在俄烏戰爭前，學校有24個部門，教授1083人，當中有742人是具有四級資質的博士。該大學在烏克蘭東部和南部擁有55棟建築，大學有約34,000名本地學生，以及約260名外國學生，並提供124個學科。
自2014年9月以來，有兩個機構聲稱代表這所大學，一個是留在盧甘斯克，另一個是由於俄烏戰爭而遷到北頓涅茨克的機構。

## 著名校友
- 安東·普圖什金，烏克蘭YouTuber
- 阿列克西·丹尼洛夫，烏克蘭政治人物